# GamePro
GamePro – amerykański miesięcznik o grach komputerowych, który wydawany jest od kwietnia 1989. Jego strona internetowa powstała w 1998 roku. Od 5 grudnia 2011 roku magazyn stał się częścią strony internetowej PC World.